# Adelino Magalhães
Adelino Magalhães (Niterói, 2 de setembro de 1887 - Rio de Janeiro, 1969) foi um escritor brasileiro, considerado um dos impressionistas do país junto a Graça Aranha e Raul Pompéia.

## Biografia
Nasceu em Niterói em 1887. Estudou, entre 1902 e 1905, no Instituto Spencer em Ipanema, e, a partir de 1906, na faculdade de medicina da Universidade Federal do Rio de Janeiro.
Ao mesmo tempo em que estudava, dedicou-se ao ensino, começando pelo Colégio Batista, na mesma cidade.
Nesses anos, se interessou por literatura, dirigindo o semanário O Estado, de Barra Mansa entre 1911 e 1912, e se formou em direito em 1914.
No ano seguinte, foi nomeado professor na escola Sousa Aguiar, onde lecionou história e geografia.
Em 1916, estreou com o livro de prosa Casos e Impressões, caracterizado pela técnica do monólogo interno e pela divisão da personalidade em alucinações e em imagens dramáticas. No ano seguinte, tornou-se membro da Academia Fluminense de Letras como sócio fundador.
O mesmo estilo foi usado em Visões, Lendas e Perfis (1918), focado em reflexões, ansiedades, perguntas, envolto em nostalgia por uma fé segura e aguardando a oportunidade de se tornar um personagem profético.
Em 1921, co-fundou o "Centro de Cultura Brasileira" no Rio, que por anos guiaria o ambiente artístico, cultural e cívico, graças a inúmeras iniciativas, como conferências e cursos.
O volume Tumulto da Vida foi baseado em histórias fantásticas estruturadas por ritmos cinematográficos. Em Inquietude, em vez disso, Magalhães buscou novos equilíbrios, ainda que em Hora Veloz (1926) tenha adotado tons pessimistas e atmosferas surrealistas.
A ansiedade e a inquietação diminuíram na "prosa cantada" de Os Momentos (1928).
Os escritos subsequentes trataram de questões históricas, artísticas e literárias, além de assuntos locais. Entre esses escritos pode-se citar Os Marcos da Emoção (1937), Iris (1937), Plenitude (1939), Quebra-luz (1946) e Obras completas (1946).
Em 1951, começou a dirigir a escola Amaro Cavalcanti e, após mais de 37 de serviço, encerrou sua carreira como professor municipal.
Dez anos depois, em 1961, o governo do Estado do Rio de Janeiro instituiu vários prêmios literários, incluindo um dedicado a Adelino Magalhães.
Adelino Magalhães morreu em 1969, no Rio de Janeiro.

## Vida pessoal
Em 24 de novembro de 1931, casou-se com Carioca Dona Nair Fernandes, com quem teve um filho, Luís Augusto, nascido em 1932, que se tornou médico.

## Legado
A crítica literária teve alguns problemas ao enquadrar as obras de Magalhães, precursoras do surrealismo, preparadoras do modernismo, após a adesão inicial do autor ao romantismo, logo seguiram um caminho de renovação.
Sua prosa é caracterizada por narrativas secas, livres de regras formais, influenciadas pelo futurismo, por "palavras livres", que às vezes oscilam entre violências trágicas e naturalistas, mas sempre mediadas por espaços e tempos ilusórios, oníricos e alucinatórios, que teve uma influência significativa nos escritores das gerações posteriores.

## Obras completas
- Casos e Impressões, 1916;
- Visões, Lendas e Perfis, 1918;
- Tumulto da Vida, 1922;
- Inquietude, 1924;
- Hora Veloz, 1926;
- Os Momentos, 1928;
- Os Marcos da Emoção, 1937;
- Iris, 1937;
- Plenitude, 1939;
- Quebra-luz, 1946;
- Obras completas, 1946.